# Chiesa di San Francesco (Castelbuono)
La chiesa di San Francesco è un edificio di culto di Castelbuono.

## Storia
Sorta nel 1317, ma ristrutturata nel XVIII secolo, la chiesa conserva nel pronao un affresco del XIV secolo, raffigurante Santa Maria di Bisanzio (che ha preso poi il titolo di Santa Maria del Soccorso o Santa Maria dell'Aiuto, dall'omonima chiesa), una Madonna del Gagini e gli sportelli dell'organo cinquecenteschi di scuola veneziana.

## Opere
- XVI secolo metà, Madonna col Bambino, statua, opera di bottega gaginiana documentata in sacrestia.

## Convento
Attiguo alla chiesa è uno splendido chiostro settecentesco e annesso, nella cappella dedicata a Sant'Antonio,una tribuna ad impianto ottagono simile ad altre tribune costruite verso la metà del Quattrocento nel Regno di Napoli dove vennero ospitate le spoglie dei componenti della famiglia Ventimiglia, a partire dal mausoleo di Giovanni Ventimiglia del XV secolo, riferito all'architettura e allo stile alternativamente di Francesco Laurana o dei Gaggini. A questi si attribuisce anche il portale marmoreo, “che fa di questa cappella un momento particolarissimo del Rinascimento siciliano”. Il mausoleo di forme tardo-romanico, a pianta ottagonale, contiene il sarcofago monumentale barocco di Francesco Rodrigo Ventimiglia, due altri sarcofagi cinquecenteschi e l'epigrafe funeraria di Giovanni I Ventimiglia, primo marchese di Sicilia, morto a Castelbuono nel 1475.
Due arieti di bronzo, espressioni dell'arte greca e frutto di saccheggi, in Sicilia adornarono temporaneamente il portale gotico della Fortezza Maniace di Siracusa per volere di Federico II di Svevia. Maria di Trastámara per servigi resi nella strenua difesa di Siracusa, li donò a Giovanni I Ventimiglia, pertanto i manufatti pervennero dapprima nel castello Ventimiglia di Castelbuono e in seguito posti a decoro del mausoleo di famiglia. Per contrasti con la casa regnante e la confisca dei beni, gli arieti dei Ventimiglia furono trasferiti a Palermo.